# Neapoli-Sykees
Neapoli-Sykees (tiếng Hy Lạp: ?) là một khu tự quản ở vùng Trung Makedonías, Hy Lạp. Khu tự quản Neapoli-Sykees có diện tích 13 km², dân số theo điều tra ngày 18 tháng 3 năm 2001 là 89274 người.